# Michał Łapaj
Michał Krzysztof Łapaj (ur. 3 marca 1982 w Warszawie) – polski muzyk, kompozytor, producent, instrumentalista oraz sound designer. Znany jest przede wszystkim z wieloletnich występów w zespole prog metalowym Riverside, którego jest członkiem od 2003 roku. Gościł także na płytach projektów Leash Eye, Behemoth, Antigama, Lunatic Soul oraz Tangerine Dream. Członek akademii fonograficznej Związku Producentów Audio Video ZPAV oraz Związku Autorów i Kompozytorów ZAiKS.
Jest samoukiem. Naukę gry na instrumentach klawiszowych rozpoczął w wieku 4 lat. Chcąc doskonalić warsztat uczęszczał do Instytutu Szkolenia Organistów w Warszawie i Autorskiej Szkoły Muzyki Rozrywkowej i Jazzu im. Krzysztofa Komedy.
Gra głównie na organach Hammonda oraz na syntezatorach analogowych z lat 70. i 80.
W 2021 roku, po prawie 20 latach kariery w macierzystym zespole, Michał Łapaj wydał swój pierwszy solowy album „Are You There”. Album ten zajmował wysokie miejsca w rankingach portali muzycznych nie tylko w Polsce, ale i za granicą. W szanowanej stacji radiowej „Rockserwis FM” został wybrany albumem roku, a członkowie akademii ZPAV nominowali „Are You There” do nagrody Fryderyk w kategorii Album Roku Elektronika. Album znalazł się na piątym miejscu najlepiej sprzedających się płyt w Polsce w zestawieniu OLiS, a jego winylowa wersja na miejscu trzecim.
W sierpniu 2021, na United Arts Festiwal, Łapaj zagrał swój pierwszy solowy koncert. Po jego występie gwiazdą festiwalu był zespół „Tangerine Dream”, który zaprosił Łapaja jako gościa specjalnego na wspólną improwizację w ostatniej części ich występu. Z tego wydarzenia został wydany album Tangerine Dream – The Sessions VIII.
22 lutego 2022 Łapaj wypuścił nowe wydawnictwo zwane „Sessions”. Kompilacja wcześniej nagranych utworów improwizowanych z gatunku muzyki elektronicznej. Początkowo pojawiały się jako filmiki na platformie YouTube pod nazwą „Analog Jam Session”. Przerodzone w utwory w niezmienionej formie Session 1, Session 2 i Session 3 zostały zmiksowane i zremasterowane, a utwory Session 4 i Session 5 skomponowane w warunkach studyjnych, by w pełni stworzyć album „Sessions”.
W 2023 nawiązał współpracę z nowo powstałym studiem game deweloperskim Symbiotic Labs, gdzie pełni rolę kompozytora ścieżki dźwiękowej do gry The Arbor, a także jako sound designer zajmuje się udźwiękowieniem gry.

## Dyskografia
Riverside
- Second Life Syndrome (2005, InsideOut, Mystic Production)
- Rapid Eye Movement (2007, InsideOut, Mystic Production)
- Anno Domini High Definition (2009, InsideOut, Mystic Production)
- Shrine of New Generation Slaves (2013, InsideOut, Mystic Production)
- Love, Fear and the Time Machine (2015, InsideOut, Mystic Production)
- Eye of the Soundscape (2016, InsideOut)
- Wasteland (2018, InsideOut)
- ID.Entity (2023, InsideOut)

Solowo
- Are You There (2021, Mystic Production)
- Sessions (2022)

Gościnnie
- Lunatic Soul – Lunatic Soul (2008, Kscope Music, Mystic Production)[16]
- Leash Eye – V.E.N.I (2009, Metal Mundus)[17]
- Antigama – Meteor (2013, SelfMadeGod Records)[18]
- Behemoth – The Satanist (2014, Nuclear Blast)[19]
- Vivaldi Metal Project – Four Seasons (2016, Nexus)[20]
- Me And That Man – Songs Of Love And Death (2017, Cooking Vinyl)[20]
- Behemoth – I Loved You at Your Darkest (2018, Nuclear Blast)[20]
- Tangerine Dream – The Session VIII (2023, Tangerine Dream Music)[13]